# Emily Ann Lloyd
Emily Ann Lloyd (* 27. März 1984 in Glendale, Kalifornien) ist eine US-amerikanische Kinderdarstellerin, die in den 1990er-Jahren in Fernsehfilmen und -serien aktiv war.

## Leben
Emily Ann Lloyd (nicht zu verwechseln mit der britischen Schauspielerin Emily Lloyd) kam als Tochter von Melissa (geborene Rogers) und David Morelli im kalifornischen Glendale zur Welt. Sie ist die ältere Schwester von Eric Lloyd (* 1986) und die jüngere Cousine von Alyssa Milano (* 1972).
Lloyd gab 1990 ihr Schauspieldebüt im Film Kindergarten Cop mit Arnold Schwarzenegger. Für diese Rolle gewann sie 1991 den Young Artist Award. Von 1991 bis 1993 war sie in der Rolle der Elizabeth 'Betsy' Gibson Ewing in 41 Folgen der Fernsehserie Unter der Sonne Kaliforniens zu sehen. 1997 spielte sie diese Rolle erneut in der zweiteiligen Fortsetzung Knots Landing: Back to the Cul-de-Sac. 1995 spielte sie die Rolle der Susan Lovell in Ron Howards Drama Apollo 13. Einen kleinen Gastauftritt absolvierte sie 1996 in der Serie Allein gegen die Zukunft. Von 1998 bis 1999 spielte sie die Rolle der Sarah Kramer in 37 Folgen der Fernsehserie Something So Right.

## Filmografie
- 1990: Kindergarten Cop
- 1990–1993: Unter der Sonne Kaliforniens (Knots Landing, Fernsehserie, 43 Folgen)
- 1991: My Life and Times (Fernsehserie, zwei Folgen)
- 1991: Prinzessinnen (Princesses, Fernsehserie, eine Folge)
- 1991: Anything But Love (Fernsehserie, eine Folge)
- 1993: Böses Blut (Tainted Blood, Fernsehfilm)
- 1993: Superman – Die Abenteuer von Lois & Clark (Lois & Clark: The New Adventures of Superman, Fernsehserie, eine Folge)
- 1993: A Walton Thanksgiving Reunion (Fernsehfilm)
- 1995: Apollo 13
- 1995: Familienfeste und andere Schwierigkeiten (Home for the Holidays)
- 1995: Annie: A Royal Adventure! (Fernsehfilm)
- 1996–1998: Something So Right (Fernsehserie, 37 Folgen)
- 1997: Allein gegen die Zukunft (Early Edition, Fernsehserie, eine Folge)
- 1997: Knots Landing: Back to the Cul-de-Sac (Miniserie, eine Folge)
- 1999: Miss Supreme Queen (Kurzfilm)